# Смоленский, Кузьма Данилович
Кузьма Данилович Смоленский (21 ноября 1906, Бурлин, Уральский уезд, Уральская область, Российская империя — 25 ноября 1970 Фрунзе, Киргизская ССР, СССР) — советский военнослужащий, участник Великой Отечественной войны, старшина, снайпер.

## Биография
Родился в 1906 году в посёлке Бурлин Уральской области.
Проживал в посёлке Бурлин Уральской области. Работал в системе СельПО пекарем, продавцом.

### Участие в Великой Отечественной войне
С 25 июля 1941 года на фронте Великой Отечественной войны в рядах РККА . Снайпер 2-го батальона 259-го стрелкового полка 179-й стрелковой Витебской Краснознамённой дивизий 43 армии 1-го Прибалтийского фронта (Калининского фронта). Ранен 11 августа 1942 года, после излечения вернулся в строй.
С 1943 года член ВКП(б).
Имел на своём боевом счету не менее 414 уничтоженных солдат неприятеля, что является одним из наиболее высоких показателей для снайперов Великой Отечественной войны.

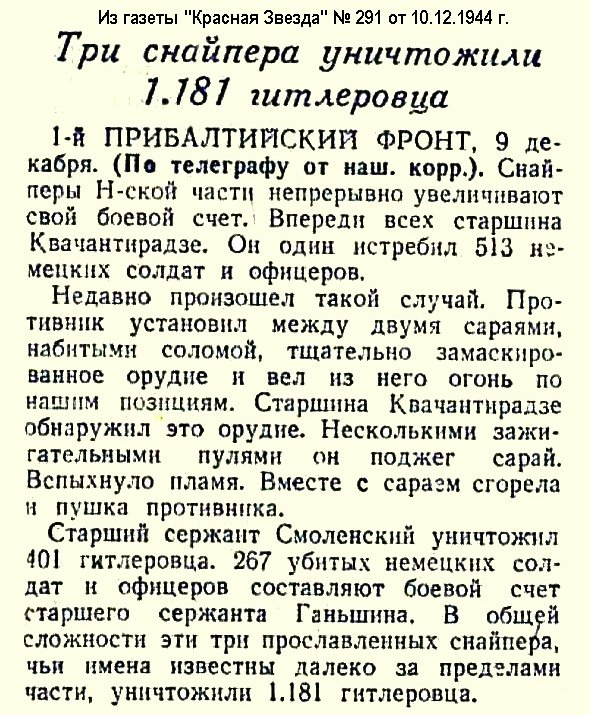
газета «Красная Звезда» № 291 от 10.12.1944

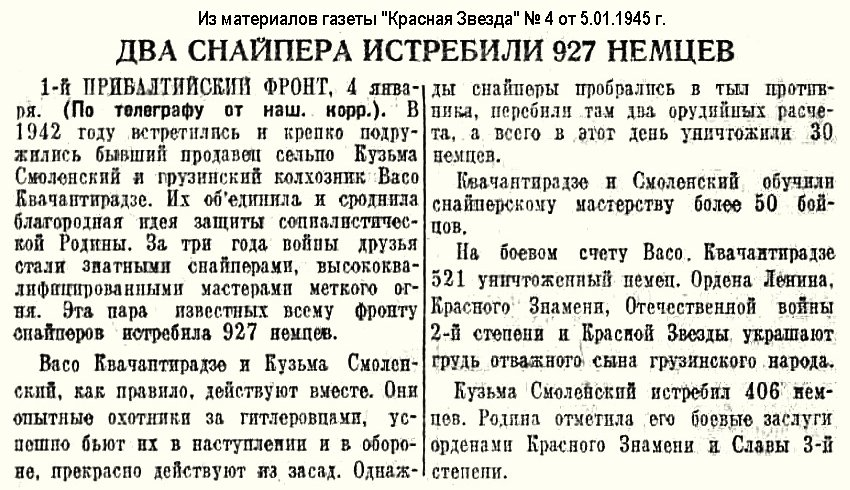
газета «Красная Звезда» № 4 от 05. 01. 1945

Воевал в паре с Героем Советского Союза В. Ш. Квачантирадзе на счету которого 542 убитых солдат и офицеров противника. За годы войны они вместе подготовили и обучили снайперскому делу около 50-ти молодых бойцов. Командиром отделения у них был сержант Ф. М. Охлопков, уничтоживший 429 солдат и офицеров противника, впоследствии Герой Советского Союза.
Войну закончил в Прибалтике в звании старшины, став одним из лучших снайперов Великой Отечественной войны.

### Послевоенное время
После войны работал металлистом на Фрунзенском машиностроительном заводе им. Ленина, в городе Фрунзе Киргизской ССР.
Вырастил и воспитал двух дочерей и двух сыновей, один из которых — приёмный сирота, потерявший родителей во время войны.
Умер 25 ноября 1970 года. Похоронен в городе Бишкек на Северном кладбище.

## Награды
- Орден Красного Знамени (11.05.1943)
- Орден Славы III степени (27.10.1944)
- Орден Славы II степени (14.01.1945)
- Медаль «За победу над Германией в Великой Отечественной войне 1941—1945 гг.»  (1945)